# Radio ffn

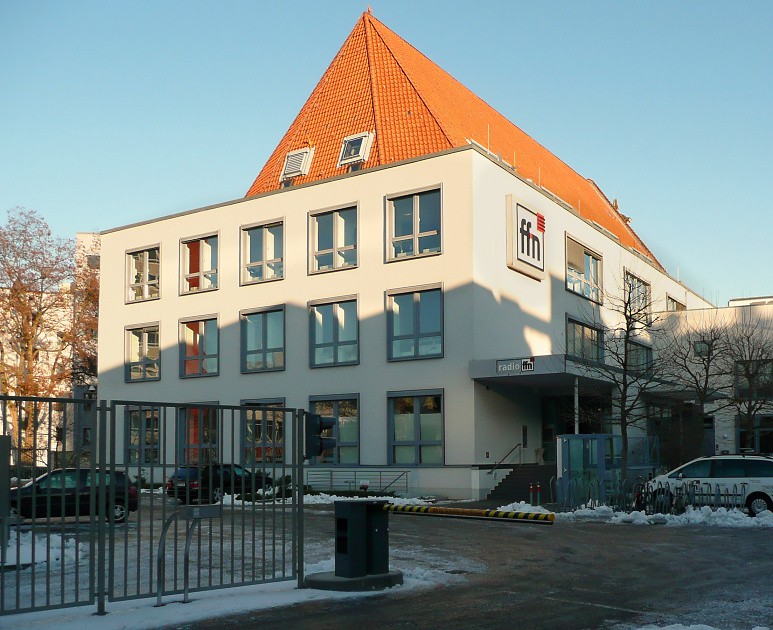
Studio- und Sendegebäude als Anbau an die Rückseite des ehemaligen Schwimmbades an der Goseriede

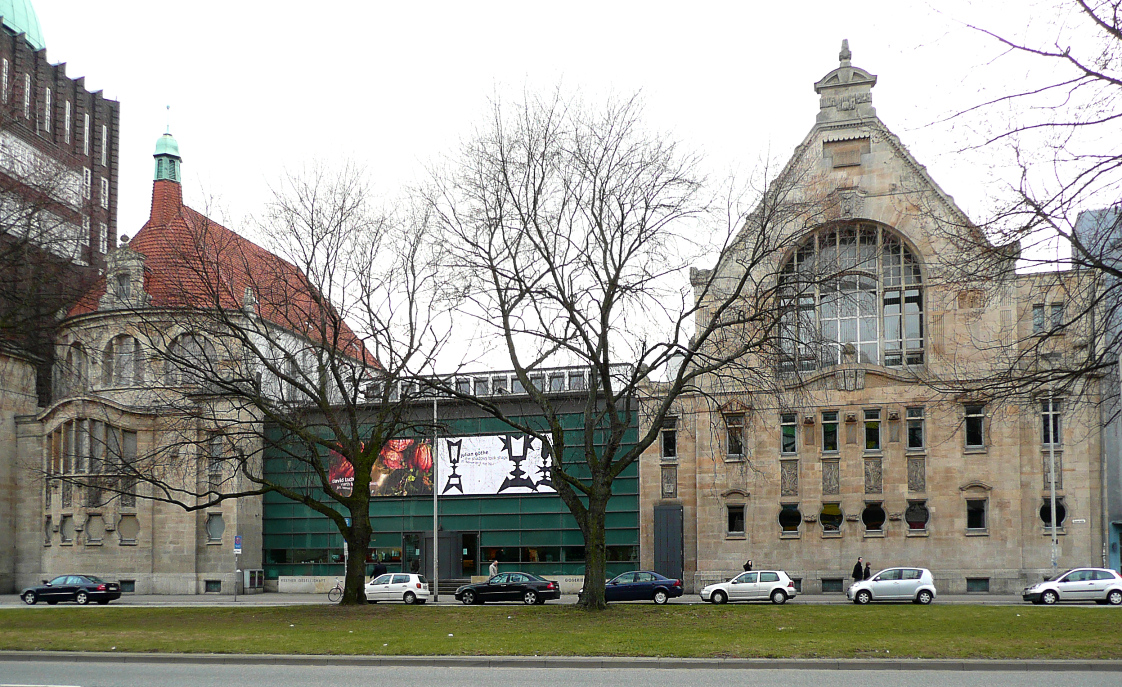
Vorderansicht des Goseriedebades mit Sitz von Radio ffn im rechten Drittel, links die Kestnergesellschaft

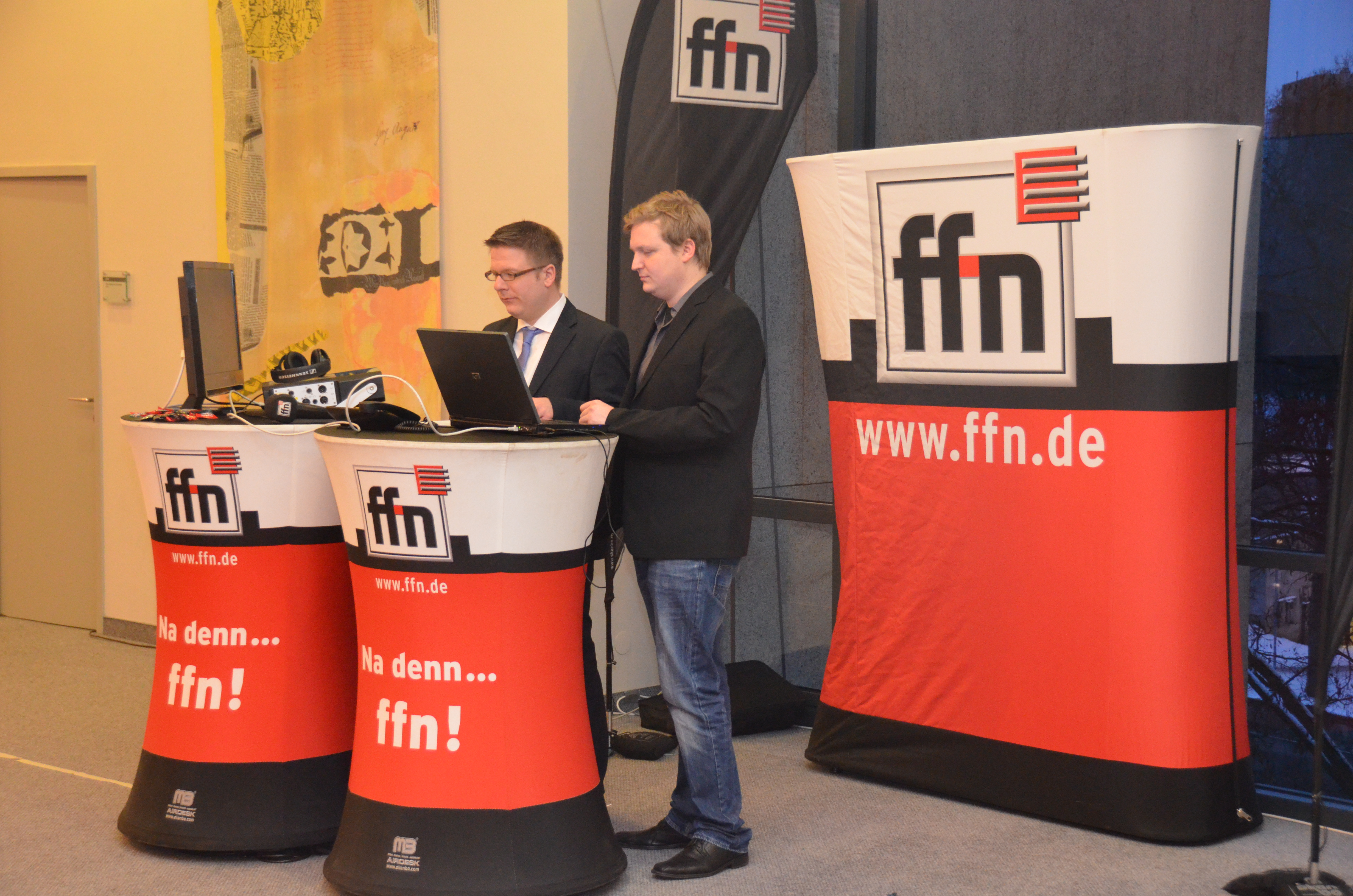
Stand von ffn am Wahlabend 2013 im Landtag

Radio ffn (Eigenschreibweise: radio ffn) ist ein privater Hörfunksender in Niedersachsen mit Regionalstudios in Hannover, Braunschweig, Osnabrück, Oldenburg, Göttingen, Hamburg und Lüneburg. Betreiber ist die „Funk & Fernsehen Nordwestdeutschland GmbH & Co. KG“, der 49 Zeitungsverlage aus dem Sendegebiet und die Mediengesellschaft Niedersachsen mbH als Gesellschafter angehören. Geschäftsführer ist Harald Gehrung. Als Programmdirektor verantwortet Jan Zerbst die musikalische und programmatische Ausrichtung von ffn. Als Stationvoice leiht seit 2018 Ole Jacobsen seine Stimme dem Sender; 2023 wurde Maja Maneiro die weibliche Stationvoice an der Seite von Ole Jacobsen.

## Geschichte
Mit der Gründung der „Nordwestdeutsche Neue Medien- und Rundfunk GmbH“ am 25. Februar 1982 wurde der Grundstein von Radio ffn gelegt. Sitz des Senders wurde der Haghof in Isernhagen bei Hannover. Am 31. Dezember 1986 um 12:00 Uhr ging Radio ffn auf Sendung; damit ist ffn der älteste niedersächsische Privatsender.
Die damalige niedersächsische Landesregierung von Ernst Albrecht hatte sich von der Sendergründung eine konservative Konkurrenz zum als „Rotfunk“ verschrienen NDR versprochen, der zur besseren politischen Kontrolle der Medien geschwächt werden sollte. Um bei der Neugründung eine CDU-freundliche redaktionelle Linie zu garantieren, setzte sich die Staatskanzlei massiv dafür ein, dass die Rundfunklizenz an ein Konsortium von zumeist konservativen niedersächsischen Zeitungsverlegern ging. In den ersten Jahren gab es ein Programm zu hören, wie es in Norddeutschland bis dato unbekannt war. Nicht nur war die Musikfarbe – damals für öffentlich-rechtliche Radiosender ungewöhnlich – auf einen jungen Geschmack ausgerichtet und die Moderation locker. Auch der Umgang mit politischen Themen war frech. Der Sender untersagte etwa das vom Rundfunk sonst gewohnte devote Verhalten gegenüber den Politikern. Dazu gehörte, dass sich die Moderatoren nicht wie bis dahin üblich am Ende eines Livegesprächs bei den Politikern für das Interview bedankten. Es kam im Gegenteil vor, dass Politiker in live gesendeten Interviews abgekanzelt wurden, wenn sie trotz wiederholtem Nachfragen nicht auf kritische Moderatorfragen eingingen. ffn trug etwa dazu bei, dass der niedersächsische CDU-Innenminister Wilfried Hasselmann 1988 wegen der sogenannten Spielbankenaffäre zurücktreten musste. Wegen seiner kritisch-journalistischen Haltung galt ffn in dieser Phase bei der CDU bis zu seiner Entpolitisierung als SPD-Sender.
In den Anfangsjahren sendete ffn ein Musikprogramm, das neben Chartsongs auch zahlreiche unbekannte Stücke abseits des Mainstreams aus den Bereichen Pop, Rock und Independent umfasste. Musikredakteure zu dieser Zeit waren u. a. Ulrich Kniep, Frank Eichner, Gerd Kespohl, Lutz Hanker und Ecki Stieg. Spezialsendungen wie z. B. Sonic Soul, Pop Spezialitäten, Monday Evening Rockshow, Country-Time, French Connection oder Grenzwellen waren fester Bestandteil des Abendprogramms. Durch dieses unkonventionelle und musikjournalistisch geprägte Konzept hob sich ffn deutlich von den übrigen öffentlich-rechtlichen und privaten Radiosendern ab. Ein oft gespielter Jingle zu Anfangszeiten von Radio ffn war daher: „Die ARD, die nette Fette, gibt es bald nur noch auf Cassette.“
1988 startete bei ffn die Comedysendung „Frühstyxradio“, welche mit ihrem anarchischen Humor Maßstäbe für heutige Comedians setzte, in dieser Sendung wurde auch Kalkofes Mattscheibe gesendet.
Ab 1990 setzte sich bei deutschen Hörfunksendern das Formatradio durch. Die Musikauswahl von Radio ffn wurde daraufhin umgestellt und orientierte sich fortan an den Verkaufscharts. Die Spezialsendungen wurden weitgehend eingestellt, die ursprünglich ganztägig gesendete Musikfarbe wurde zunächst in Spartensendungen am Abend (Sendungen Power Station und Nightline) zusammengefasst und in der Folgezeit ganz aus dem Programm genommen.
1997 zog der Sender in die niedersächsische Landeshauptstadt Hannover. Neues Quartier ist seitdem das ehemalige Herrenschwimmbad des Goseriedebads in direkter Nachbarschaft zu Antenne Niedersachsen und nahe dem Steintorplatz.
Bei einer weiteren Programmreform 1997 wurde eine konsequente Ausrichtung zum Formatradio heutigen Stils durchgeführt. Dieses Konzept wurde bis zum heutigen Zeitpunkt beibehalten.
Über Pläne, das zweite „f“ (= Fernsehen) im Sendernamen zu verwirklichen, ist in der Öffentlichkeit nichts bekannt.

## Empfang
Radio ffn verbreitet sein Programm aus den Studios in der Innenstadt von Hannover.
Der Sender wird sowohl in das Kabelnetz als auch über Antenne über UKW in ganz Niedersachsen, Bremen und Hamburg übertragen.
Weiterhin kann man Radio ffn auch in Nordhessen, im Norden des Freistaats Thüringen, im Westen von Sachsen-Anhalt sowie auch in Schleswig-Holstein und Mecklenburg-Vorpommern empfangen. Außerdem lässt sich Radio ffn auch in den Niederlanden sowie Nordrhein-Westfalen terrestrisch hören.
Der digitale ASTRA-Empfang ist über die Position 19,2° Ost auf 12,633 GHz horizontal möglich.
Seit 27. Juni 2018 sendet ffn Bremen-Oldenburg vom Fernmeldeturm Bremen-Walle via DAB+ auf Kanal 7D. ffn und die gleichzeitig dort gestartete Nordseewelle Wilhelmshaven sind die ersten niedersächsischen Privatsender, die in diesem Standard ausgestrahlt werden. Von niedersächsischen Standorten wurde bis dahin kein privates Digitalradio ausgestrahlt (der Fernmeldeturm Schiffdorf, der im 1. Quartal 2019 die Ausstrahlung desselben Muxes beginnen soll, wird üblicherweise mit Bremerhaven assoziiert).
Über das Internet ist das Programm als Livestream zu empfangen. Über diesen werden weitere Spartenkanäle (etwa „Peppermint FM“, „Radio Rotkäppchen“, „ffn nur 90er“, „Radio Bollerwagen“ für Partymusik, und „ffn Tannenbaum“) angeboten.
Seit dem 13. Juli 2023 ist Radio ffn auch landesweit über die regionalen und privaten zehn DAB+-Multiplexe in Niedersachsen zu empfangen. Auch das Partnerprogramm Radio Bollerwagen wird dort übertragen.

## Programm
Radio ffn sendet ein durchhörbares Formatradioprogramm der Musikfarbe Hot AC (Adult Contemporary). Das Programm mit 70 Prozent Musik- und 30 Prozent Wortanteil setzt einen klaren Schwerpunkt auf Comedy. Der Sender arbeitet mit dem Frühstyxradio zusammen, erstellt aber auch eigene, oftmals tagesaktuelle Comedy-Folgen und Serien.
Von Juni 2015 bis September 2017 produzierte der Sender von Montag bis Donnerstag zwischen 23:00 und 05:00 Uhr ein gemeinsames Nachtprogramm mit Radio Hamburg, die Nordnacht, die zwischen 23:00 und 00:00 vom Moderator der ffn-Abendsendung und zwischen 00:00 und 05:00 Uhr meistens von Felix Rumpf moderiert wurde.

### Programmentwicklung im Einzelnen
- ffn startete seinen Sendebetrieb am 31. Dezember 1986 um 12:00 Uhr mit einem mehrminütigen Jingle. Die erste Moderation wurde vom damaligen Programmdirektor Torsten Römling übernommen und lautete: „Am Anfang war das Wort, und das Wort hieß Grüß Gott! Und dann kamen die Bangles.“ Das erste Lied, das gespielt wurde, war Walk Like an Egyptian von den Bangles.
- Von 1991 bis 2017 fand die jährliche Osterhitparade Das Gelbe vom Ei von Karsamstag bis Ostermontag statt. In diesem Zeitraum spielte der Radiosender 750 Hits, die von den Hörern gewählt wurden. Am Abend des jeweiligen Ostermontags fand im Innenhof von ffn bis 2015 eine Abschlussparty statt, bei der die letzten 20 Songs gespielt wurden. Diese Party wurde 2016 nach Lastrup und 2017 nach Bovenden verlegt.

Aus arbeitsrechtlichen Gründen durften die Moderatoren ab 2015 keinen Marathon mehr durchführen, deshalb wurden ab 2015 dem „Gelben vom Ei 2015“ zu jedem Osterhitmarathon jährlich Teams gebildet.
In den Jahren 2018 und 2019 wurden 1000 Hits als „Top 1000“ vorgestellt und präsentiert. Die Hörer wählten ihre drei Lieblingshits über die Homepage des Senders. Die Musikredaktion ermittelte aus allen eingegangenen Stimmen die Abspielliste für die Ostertage 2018 bzw. 2019. In diesen Jahren verzichtete man auf eine Abschlussparty der geheimen „Top 20“, da die zwanzig meistgewählten Titel erst am Dienstagmorgen nach Ostern, in der „Morgenshow“, gespielt wurden.
Das Format „Das Gelbe vom Ei“ gab es unter diesem Namen 2020 zwar noch, aber in völlig neuer Form und nur noch am Ostersonntag und Ostermontag. Nach wie vor können zwar Hörer Musikwünsche anmelden, wobei die betreffenden Wunschtitel dann die Chance haben, gespielt zu werden; eine feste genannte Rangfolge (Platz x - 1 wird direkt nach Platz x gespielt, und die Platznummer wird während der Sendung bekannt gegeben) gibt es aber nicht mehr. Platzierungen im Jahr 2020 wurden auch nicht mehr auf der Seite „Das Gelbe vom Ei: Alle Platzierungen!“ auf der Homepage des Senders veröffentlicht. Seit dem Jahr 2023 findet es wieder in der ursprünglichen Länge mit 750 Titeln statt.
- ffn spielte bis 2011 jährlich ab dem Nachmittag am Heiligen Abend Frieda und Anneliese, die die Wartezeit aufs Christkind verkürzen sollen.
- Die Morningshow mit „ffn-Morgenmän Franky“ wurde öfter umgebaut, da innerhalb von anderthalb Jahren insgesamt fünf Kolleginnen an seiner Seite den Sender aus verschiedenen Gründen verließen. Susan Hamann, die die Morningshow seit 2003 mit Franky moderierte, wechselte im Frühjahr 2009 zu N-Joy; Nachfolgerin Rieke Bargmann ging bereits ein halbes Jahr danach und wechselte zu Bremen Vier, Sarah Neuburg verließ ffn Ende 2010, um zurück in ihre hessische Heimat zu gehen. Mittlerweile ist sie nach RPR1 nun bei MDR Jump in der Morningshow zu hören. Isabel Eulenstein war nur eine vierwöchige Interimsmoderatorin und stieg im Januar aus, um in Lüneburg weiter zu studieren; sie wechselte später zu NDR 1 Radio MV. Lea Rosenboom moderierte bis Oktober 2013 zusammen mit Frank Schambor alias Franky und wechselte im Dezember 2013 zum Fernseh-Regionalsender Sat.1. Zwischenzeitlich bestand das Team aus Franky, Axel Einemann und Heike Klimmek. Caro Gawehns übernahm im Laufe der Zeit den Part von Heike Klimmek und wurde ihre Nachfolgerin. Seit September 2018 übt Caro Gawehns den Posten der Redaktionsleitung der Morningshow aus und Dany Füg löste sie als Moderatorin ab. Zuletzt moderierte Franky die Morningshow zusammen mit Axel Einemann und Carmen Wilkerling. Nach fast 25 Jahren entschied sich Franky dazu, die Morgensendung bei ffn abzugeben und verabschiedete sich im Juli 2021 via Youtube-Video von seinen Hörern. Carmen Wilkerling und Axel Einemann moderieren seitdem die aktuelle Morgenshow unter dem neuen Titel Guten Morgen Niedersachsen.
- Mit Mike Leon Grosch verpflichtete der Sender 2011 einen relativ bekannten neuen Moderator für die Morningshow. Grosch hatte 2005/2006 an der dritten Staffel von Deutschland sucht den Superstar teilgenommen und damals den zweiten Platz erreicht. Er moderierte die Morningshow ab Mai 2011 zusammen mit „ffn-Morgenmän Franky“ und Lea Rosenboom. Er verließ den Sender bereits nach wenigen Monaten.
- Julia Bamberg (ffn am Abend) gewann im Jahr 2015 den Deutschen Radiopreis in der Kategorie „Bester Newcomer“.[14] Am 27. November desselben Jahres moderierte sie ihre letzte Sendung bei ffn, wenige Wochen später wurde bekannt, dass sie zu Bremen Vier wechselt.[15]

### Comedy-Sendungen bei ffn (Auswahl)
Aktuell:
- Günther der Treckerfahrer (2014 ausgezeichnet mit dem Deutschen Radiopreis)
- Baumann und Clausen
- Die Welt in 30 Sekunden! (2012 ausgezeichnet mit dem Deutschen Radiopreis)
- Oma fiel ins Klo Songs

Ehemalige:
- Jogis Eleven
- Der ffn-Schulfunk
- ffn-Satirenachrichten
- Wortsprich – Mechteltechtel
- Küss mich, Kanzler
- Siggi und Raner
- Der kleine Tierfreund
- Frieda und Anneliese
- Papas Presseschau
- Brochi und Erwin
- Sturm auf’s Leineschloss (zur Landtagswahl in Niedersachsen 2013)
- Ganz in Geiss
- Crazyphone

### Wissensserien
- Dr. Wort

### Diskografie
Die Musikredaktion stellte verschiedene Kompilationen zusammen, die dem Musikstil einer bestimmten Sendung entsprach:
- Powerstation (1990)
- Powerstation 2 (1990)
- Forever Hot! – The Best of five Years Hot 100 (1991)
- Play Ist Again, ffn (1991)
- Nightline (1992)
- Nightline 2 (1993)
- Oldies 1 – Classic Rock (1993)
- Take off – into the 80’s (1993)
- Oldies 2 – Classic Rock (1994)
- Nightline 3 (1995)
- Local Heroes ’95 (1995)
- Baseline (1996)
- Local Heroes ’96 (1996)
- 10nD – Mitschnitt der gleichnamigen Sendung zum zehnjährigen Bestehen. (1996)
- Baseline 2 (1997)
- Night Of Darkness ~ Grenzwellen on CD (1997)
- Baseline 3 (1999)

## Slogans
Am 21. August 2012 startete ffn eine Kampagne unter dem Slogan: Wir lieben Niedersachsen, der am 24. September 2012 als Wortmarke registriert wurde. Am Beginn der Kampagne wurden in ganz Niedersachsen Großflächen, Ganzsäulen und Citylight-Boards mit einem Plakat bestückt, auf dem dieser Slogan zu lesen war. Im Jahr 2013 wurde ein knapp achtminütiger Film veröffentlicht, in dem Einwohner von Städten, Gemeinden und Regionen in Niedersachsen erklären, warum sie die betreffenden Orte und Gegenden lieben. Zudem wird die Aussage ständig wiederholt, Niedersachsen sei „das schönste Bundesland der Welt.“ Hit Radio FFH, der in Hessen ansässige Schwestersender von FFN, behauptet, Hessen sei das „schönste Bundesland der Welt“.

## Wirtschaft

### Anteilseigner
Die Betreibergesellschaft des Senders, die Funk & Fernsehen Nordwestdeutschland GmbH & Co. KG, befindet sich im Besitz von mehreren, meist regionalen, Medienunternehmen. Die wichtigsten von ihnen (mit Anteilen von mehr als 5 %) sind
- die Mediengesellschaft Niedersachsen mbH (13,08 %)
- Bremer Tageszeitungen AG (10,13 %)
- Radio Madsack Niedersachsen GmbH & Co. KG (8,5 %)
- Braunschweiger Zeitungsverlag GmbH & Co. KG (8 %)
- Axel Springer AG (7,62 %)
- Neue Osnabrücker Zeitung GmbH & Co. KG (6,92 %)
- NWZ Funk und Fernsehen GmbH & Co. KG (5,16 %)

### Beschäftigte
Nach Auskunft des „Wirtschaftsförderungportals der Landeshauptstadt und Region Hannover sowie der hannoverimpuls GmbH“ arbeiteten im Juni 2005 für Radio ffn in der Region Hannover 70 Beschäftigte (zum Vergleich: das Landesfunkhaus Hannover des NDR hatte damals 545 Beschäftigte, von denen allerdings ein Großteil im Bereich Fernsehen aktiv war).

### Moderatoren
| Moderator          | Sendung                                     | Uhrzeit                                           |
| ------------------ | ------------------------------------------- | ------------------------------------------------- |
| Julia Reinke       | - Guten Morgen Niedersachsen                | - Mo. – Fr.: 05.00 – 10.00 Uhr                    |
| Axel Einemann      | - Guten Morgen Niedersachsen                | - Mo. – Fr.: 05.00 – 10.00 Uhr                    |
| Ruven Rintelmann   | - ffn am Vormittag                          | - Mo. – Fr.: 10.00 – 14.00 Uhr                    |
| Malte Seidel       | - ffn am Nachmittag                         | - Mo. – Fr.: 14.00 – 18.00 Uhr                    |
| Kai Kosinski       | - ffn am Abend                              | - Mo. – Fr.: 18.00 – 24.00 Uhr                    |
| Lara Schmidt       | - ff endlich Wochenende                     | - Sa.: 07.00 – 13.00 Uhr                          |
| Jonah Reuter       | - ff endlich Wochenende                     | - Sa.: 07.00 – 13.00 Uhr                          |
| Björn Rehwinkel    | - ffn am Samstag - ffn am Sonntag           | - Sa.: 13.00 – 17.00 Uhr - So.: 12.00 – 16.00 Uhr |
| Klaas Scholtalbers | - ffn Top 20                                | - Sa.: 17.00 – 19.00 Uhr - So.: 22.00 – 24.00 Uhr |
| Pauline Plasse     | - ffn das Wochenfinale                      | - So.: 16.00 – 22.00 Uhr                          |
| Caro Gawehns       | - Moderation/Redaktion - Programmgestaltung | - n/a                                             |
| Jana Heine         | - Volontärin                                | - n/a                                             |
| Gina Kaemmerer     | - Leitung: Daytime                          | - n/a                                             |
| Christoph Recker   | - Leitung: Programmgestaltung               | - n/a                                             |
| Lisa Schumacher    | - Volontärin                                | - n/a                                             |
| Cedric Werner      | - Leitung: Morningshow                      | - n/a                                             |
| Carmen Wilkerling  | - Moderation/Redaktion (in „Babypause“)     | - n/a                                             |
| Julian Zumbrock    | - Technik                                   | - n/a                                             |

#### Status der Moderatoren
Das Gewerbeaufsichtsamt Hannover untersagt ab 2015 die zuvor bei der Sendung Das Gelbe vom Ei übliche Praxis, dass ein Moderatoren-Duo 58 bzw. 59 Stunden am Stück durchmoderiert, da dies einen Verstoß gegen § 4 des Arbeitszeitgesetzes darstellt, der Arbeitnehmern eine tägliche Ruhepause von mindestens elf Stunden zusichert. Demzufolge stuft das Amt die Moderatoren als Arbeitnehmer ein.

### Marktanteil
Bei der Media-Analyse 2019 Audio II (Grundgesamtheit deutschspr. Bevölkerung 14+) erreichte der Sender Platz 3 in Niedersachsen mit einem Marktanteil von 15,1 % (Mo.–Fr., 14–49 Jahre) hinter NDR 1 und NDR 2.

### ffn Mediengruppe
Zur ffn Mediengruppe gehören außerdem Energy Bremen (Bremen 89,8/Bremerhaven 104,3/Oldenburg 103,5; seit 2003) und Radio Roland (Schlager, Bremen 96,1; gestartet am 8. März 2018).

## Kooperationen
- Der Verein „Hörer helfen e. V.“ wurde am 27. Januar 1998 vom Sender gegründet. Jedes Jahr werden im Rahmen des großen ffn-Spendentags Gelder zur Unterstützung erkrankter oder in Not geratener Kinder gesammelt. Der Verein wird durch Radio ffn finanziert, die Spenden fließen zu 100 Prozent in das jeweils unterstützte Projekt.
- Der Sender unterstützte jahrelang den Vertreter für Niedersachsen bei Stefan Raabs Bundesvision Song Contest. 2007 konnte mit Oomph! feat. Marta Jandová der Sieg geholt werden, ebenso wie 2013 mit Bosse.

## Kritik

Altes Logo von FFN (bis 6. Januar 2015)

Die Programmreformen wurden in der Öffentlichkeit heftig kritisiert. Dem Sender wurde vorgeworfen, die Musikvielfalt beseitigt (Stichwort: Dudelfunk), das Niveau gesenkt und so einen Rückgang der Hörerzahlen hervorgerufen zu haben. Der Sender argumentierte, dass die vormalige Musikfarbe nicht mehr zeitgemäß gewesen sei, was eigentlich den Rückgang der Hörerzahlen bewirkte und die Programmmaßnahmen für den wirtschaftlichen Erfolg des Senders erforderlich machte.
Derartige Diskussionen werden im Zusammenhang mit Privatsendern häufiger geführt, jedoch stand Radio ffn aufgrund seines früheren Alleinstellungsmerkmals mehr als andere Sender in der Kritik.

## Juristische Auseinandersetzungen
- ffn kam 2008 in die Schlagzeilen, da der Sender mit seinem Crazyphone bei der hessischen SPD-Politikerin Andrea Ypsilanti anrief, sich als Franz Müntefering ausgab und ihr nahelegte, ihre Kandidatur als Ministerpräsidentin von Hessen aufzugeben. Ypsilanti klagte, dass der Sender das Material nicht senden solle.
- Mitte April 2011 wurde bekannt, dass der Sender von einem Hörer wegen Volksverhetzung angezeigt wurde. Der Grund: Ein Ostfriesenwitz von Timm Busche in der Morningshow. Die Polizei Osnabrück ermittelte. Die Anzeige wurde am 18. April 2011 zurückgezogen.
- Im August 2013 ließ der Sender dem gemeinnützigen Verein Freifeld eine Unterlassungserklärung zustellen, da er der Meinung war, das Vereinslogo würde seine Markenrechte verletzen.[25] In der Folge entwickelt sich auf der Facebook-Seite des Senders ein mehrere Tage andauernder Shitstorm.[26] Im Mai 2014 wurde der Streit mit der Einführung eines neuen Logos einvernehmlich beigelegt. ffn finanziert dem Team des Freifeld Festivals die Plakatierung auf mehreren Großflächen in Oldenburg im Vorfeld des Festivals.[27]

### Sonstiges
- Studiohund Bizkit war nach Hi-Fi bereits der zweite Hund des Radiosenders und verließ den Sender im Winter 2016.
- Als Comedy zur Plagiatsaffäre des Verteidigungsministers Karl-Theodor zu Guttenberg veröffentlichte Radio ffn den Guttenberg-Song, ein umgetextetes Remake von Alles nur geklaut der Band Die Prinzen. Es wurde am 19. Februar 2011 auf YouTube hochgeladen und kann auch auf der Website des Senders aufgerufen werden.